# غريتا آريدسون
غريتا آرويدسون (بالسويدية: Greta Arwidsson)‏ (5 تموز 1906- 31 يناير/كانو الثاني 1998) عالمة آثار سويدية. بالإضافة لأعمالها الأخرى، تشتهر بدراستها لقبور فالياد التي نشرت من عام 1940 حتى عام 1970

## النشأة والتعليم
وُلدت غريتا آريدسون في 5 تموز من عام 1906، في أوبسالا، السويد. يتبع أصل والدها إلى جندي توفي في معركة نابوي في عام 1714، كان جدّها الأكبر، أدولف إيفار أرويدسون، مؤرخاً ومفكراً، وجدها، ثورستن أدولف آرويدسون (sv)، رسام خرائط وضابطًا بحريًا، ووالدها، إيفار آرويدسون (sv)، عالم حيوان. عمل والداها في متحف نوردريك. أمها آنا آرويدسون، سجّلت التقاليد الشعبية الشفهية، وخلال رحلاتها في البلاد جمعت العديد من القطع لمجموعات المتحف.
أخذها والداها إلى محاضرات عامة عندما كانت طفلة، بما فيها نقاشات لأوسكار مونتيليوس وغابرييل غوستافسون حول اكتشافات فايكينغ أوسبيرغ. من خلال قبولها في جامعة أوبسالا، حصلت على ماجستير في الفلسفة في عام 1930 إلى جانب دراسات في اللاتينية، والجغرافيا والتاريخ، ومشاريع للالتحاق بالتعليم. خلال الدراسة تحت إشراف سون ليندكفيست بدأت بالعمل على حفريات فالياد، وبدأت في البحث والنشر عن قبور القوارب التي تمّ إيجادها فيها. حصلت على شهادة الدكتوراه في عام 1942، وفي السنة ذاتها نشرت أول مقالة لجامعة فالياد Valsgärde ، مع أطروحة Email und Glas in 7.-8. Jahrhundert.

## الحياة المهنية
عندما كانت في المدرسة، من عام 1936 حتى عام 1946 عملت آريدسون بشكل دوري كخبيرة تحف في متحف ستاتين هيستوريسكا، في البداية في قسم العصر الحجري والبرونزي، ثم في قسم العصر الحديدي. منذ عام 1942 حتى عام 1946، كانت مُحاضرة في علم الآثار المقارن والاسكندنافي في جامعة أوبسالا، وتعمل في متحف يمتلاند خلال الصيف منذ عام 1943 حتى عام 1944.
أصبحت آريدسون أول أستاذة سويدية في علم الآثار المقارن والاسكندنافي في عام 1956، عندما حصلت على الوظيفة في جامعة ستوكهولم. منذ عام 1958 حتى عام 1961 عملت أيضاً عميدة لكلية العلوم الإنسانية وعضوًا في لجنة الجامعة. بقيت في تلك الوظيفة حتى عام 1973، عندما أصبحت أستاذة فخرية.
عند التقاعد نشرت آريدسون بعضاً من أعمالها الأولى. في عام 1977 نشرت Valsgärde 7، وكانت قد نشرت قبلها Valsgärde 8 في عام 1954، ومنذ عام 1984 حتى عام 1989 نقّحت مجموعة من المقالات حول بيركا، بما فيها 36 منها قامت بكتابتها بنفسها.

## الحياة الشخصية
توفيت آريدسون في 31 يناير/كانو الثاني من عام 1998، ودُفنت في مقبرة أوبسالا القديمة. لم تتزوج ولم يكن لديها أطفال أبداً.